# Miro du Pacifique
Petroica pusilla
Espèce
Statut de conservation UICN

 LC  : Préoccupation mineure
Le Miro du Pacifique (Petroica pusilla) est une espèce de passereaux de la famille des Petroicidae.

## Répartition et sous-espèces
Selon la classification de référence du Congrès ornithologique international (15.1, 2025) il se répartit en dix sous-espèces :
- P. p. soror Mayr, 1934 — Vanua Lava ;
- P. p. ambrynensis Sharpe, 1900 — Gaua, Mere Lava, Espiritu Santo, Epi ;
- P. p. feminina Mayr, 1934 — Emae, Efate ;
- P. p. cognata Mayr, 1938 — Erromango ;
- P. p. tannensis Kearns & Omland, 2015 — Tanna ;
- P. p. similis Gray, GR, 1860 — Aneityum ;
- P. p. kleinschmidti Finsch, 1876 — Fidji : Viti et Vanua Levu ;
- P. p. taveunensis Holyoak (d), 1979 — Fidji : Taveuni ;
- P. p. becki Mayr, 1934 — Fidji : Kadavu ;
- P. p. pusilla Peale, 1849 — Samoa : Savaii et Upolu.

## Systématique
Le nom valide complet (avec auteur) de ce taxon est Petroica pusilla Peale, 1849.